# Боргоново (Терамо)
Боргоново (итал. Borgonovo) је насеље у Италији у округу Терамо, региону Абруцо.
Према процени из 2011. у насељу је живело 52 становника. Насеље се налази на надморској висини од 710 м.